# 会津高田町
会津高田町（あいづたかだまち）は、福島県大沼郡にあった町である。かつては大沼郡の郡役所所在地でもあった。
2005年10月1日、会津本郷町、新鶴村と合併して会津美里町となった。

## 地理
会津盆地の南西部に位置する。北部・東部は盆地の平野部が広がり、コシヒカリ、ひとめぼれなどを中心とした稲作が盛んである。南部・西部は山間地となっており会津高原へとつながる。
- 山 ：博士山、神篭ヶ岳
- 河川：宮川
- 湖沼：古潟沼

## 歴史
- 1889年（明治22年）4月1日 町村制施行により高田村、田川村、赤沢村、永井野村、尾岐村、東尾岐村、旭村、藤川村が成立。
- 1896年（明治29年）7月1日 高田村が町制施行して高田町となる。
- 1927年（昭和2年）4月1日 田川村が高田町に編入される。
- 1955年（昭和30年）3月31日 高田町、赤沢村、永井野村、尾岐村、東尾岐村、旭村、藤川村が合併し会津高田町となる。
- 2005年（平成17年）10月1日 会津本郷町、新鶴村と合併して会津美里町となる。

## 友好都市
- 東京都台東区 - 学童疎開をきっかけに1986年（昭和61年）11月締結[1]。

## 経済
- 高田梅 - 室町時代から500年以上にわたって栽培されてきた[2]。
- 朝鮮人参 - 藩政時代から栽培されてきた[2]。
- 末廣酒造 博士蔵

## 交通

### 鉄道
- 東日本旅客鉄道（JR東日本）
  - 只見線：会津高田駅

### 道路
- 国道401号（博士峠は冬季閉鎖）

## 水道
同町と合併された新鶴村では、1954年(昭和29年)以来、簡易水道を布設して管理を行ってきたが、1963年(昭和38年)5月新屋敷水源地が汚染され赤痢病が発生し714名の罹患者を出し、金田利雄新鶴村長を筆頭とした村当局は原因究明、整備、補強工事等の危機対応にあたり、調査の結果、当該水源地は安全上問題があり、その代替として二岐、仏沢両地区に安全性に優れた水源地を見出し、金田利雄新鶴村長のもと、参院建設委員長等歴任の大河原一次参議院議員と連携して国会に請願した「簡易水道布設費国庫補助に関する請願」が1963年(昭和38年)12月21日に受理され、その結果、大規模測量、大規模工事を要する大事業であった広域簡易水道を完成させた。

## 著名な出身者
- 金田利雄（新鶴村長、福島協和信用組合理事長）
- 大石邦子（作家）
- 小池信三（三栄建築設計創業者・社長、メルディアDC社長、湘南ベルマーレ名誉会長）
- 小林典子（元アナウンサー）
- 佐治幸平 (自由民権運動家)
- 平田紀一（山梨、群馬各県知事、富山市長）
- 渡部英敏（会津美里町長）
- 前田實（秋田銀行頭取）
- 松平勇雄（福島県知事、行政管理庁長官）
- 水戸光子（女優）
- 若林健次（漫画家）
- 渡部勝彦（指揮者）
- 小林美登利（大正時代から昭和にかけてブラジルで活躍した教育家、牧師、剣道師範。聖州義塾創立者。ブラジルの日系人としてパイオニア的な存在）

## 名所・旧跡・観光スポット・祭事・催事
- 伊佐須美神社
  - 伊佐須美神社あやめ苑[3]
- 龍興寺
- 会津三十三観音
  - 25番 領家観音
  - 26番 冨岡観音
  - 27番 大岩観音
  - 28番 高田観音
  - 29番 法用寺
- 高田温泉 ふれあいセンター「あやめ荘」[3]
- 松沢温泉
- 蓋沼森林公園
- 宮川の千本桜[3]

### 祭事・催事
- 奇祭大俵引き（1月）[3]
- 文殊祭(2月25日)
- 伊佐須美神社あやめ祭り(6月15日~7月5日)[3]
- 伊佐須美神社御田植祭(7月12日)[3]
- 西勝の彼岸獅子[3]